# جنوبی‌کپی دیرمدا
جنوبی‌کپی دیرمدا (نام علمی: Australopithecus deyiremeda) نام یک گونه از سرده جنوبی‌کپی است.
این گونهٔ جدید که در اطراف زندگی لوسی دره عفار بوده است، نشان‌دهندهٔ یک نوع جدیدی از اصل‌ونصب انسان‌هاست. تفاوت آن‌ها به شکل دندان و آرواره‌ها بر می‌گردد.